# Мала Матросівка
Мала Матросівка (рос. Малая Матросовка) — селище Полєського району, Калінінградської області Росії. Входить до складу Головкінського сільського поселення.
Населення —  14 осіб (2015 рік). 

## Населення
| 2002 | 2010 |
| ---- | ---- |
| 25   | ↘14  |